# Per mancanza di prove
Per mancanza di prove (Beyond Betrayal) è un film per la televisione del 1994 diretto da Carl Schenkel.

## Trama
Los Angeles. Joanna decide di scappare dal suo marito violento e incontra Sam, che è separato dalla moglie ossessiva, ma tutto cambia quando Sam viene accusato per l'omicidio di sua moglie.